# Ludlow (Colorado)

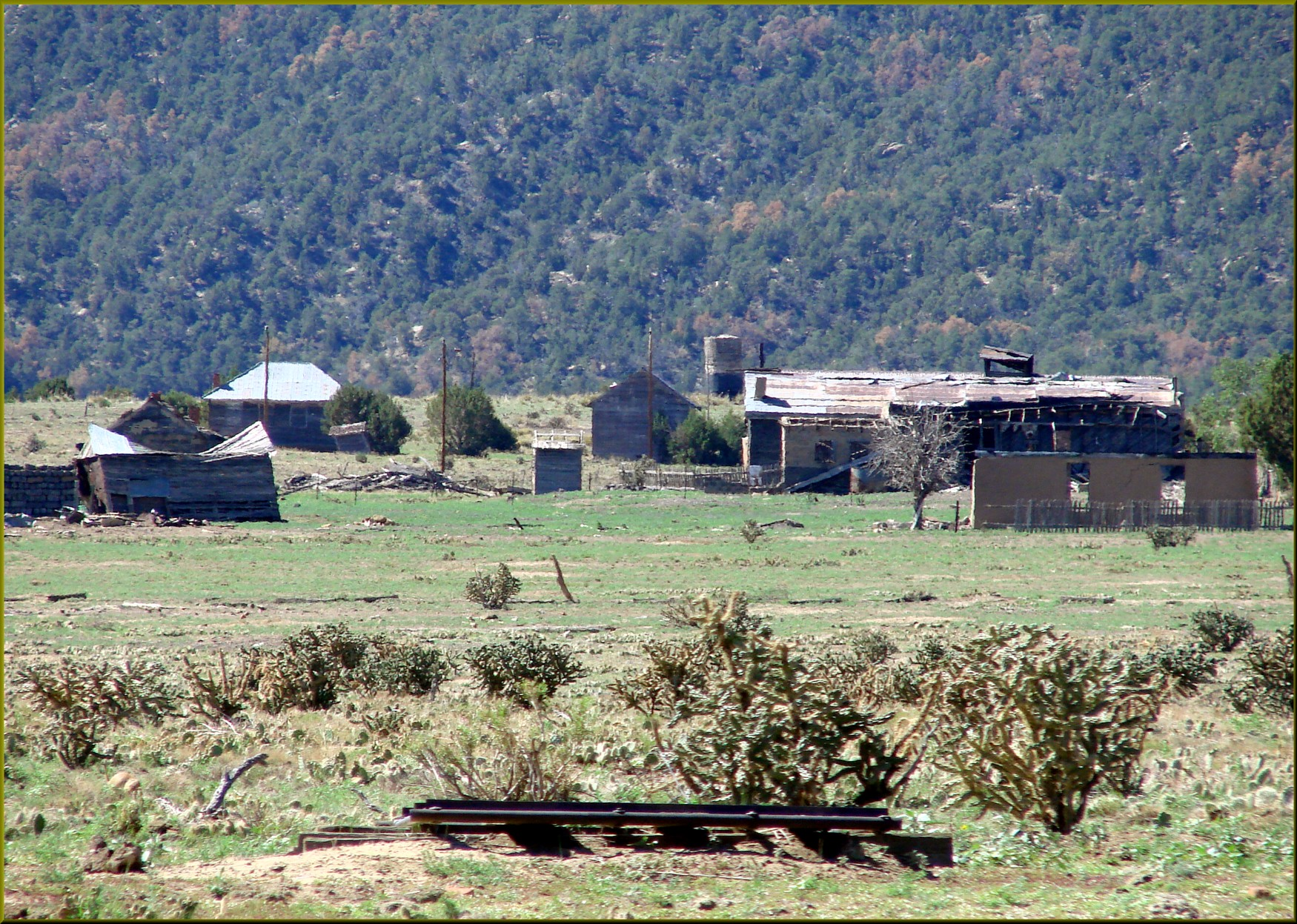
Ruinen des Bahnhofs und der Nebengebäude, 2013

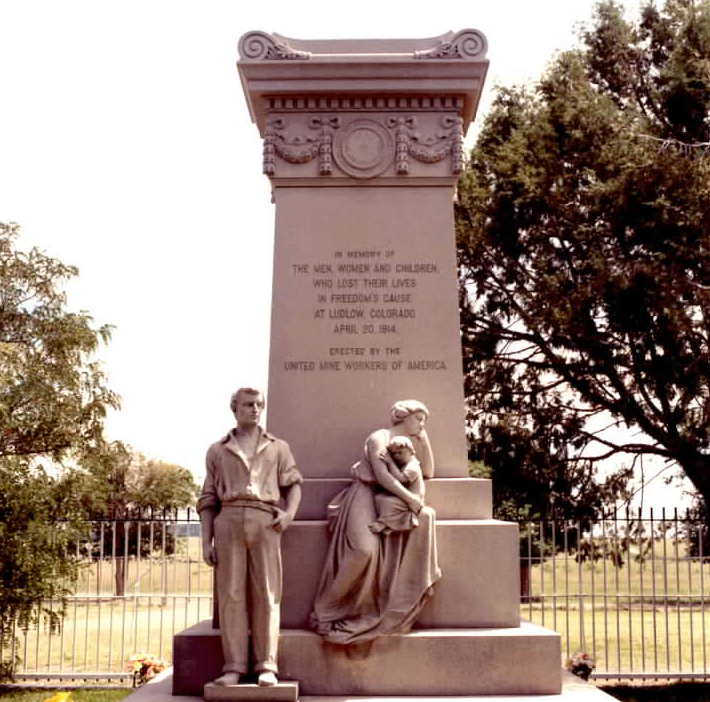
Das Ludlow-Denkmal für die Opfer des Ludlow-Massakers

Ludlow ist eine Geisterstadt im Las Animas County im US-Bundesstaat Colorado, etwa 19 Kilometer nördlich der Stadt Trinidad.
Ludlow liegt unterhalb der Sangre de Cristo Range am Ausgang von zwei Tälern, in denen mehrere bedeutende Kohle-Bergwerke lagen. Sie gehörten der Rockefeller-Familie, insbesondere deren Unternehmen Colorado Fuel & Iron Company mit Sitz in Pueblo. Im Umfeld des ehemaligen Ortes kann in den Tälern eine Vielzahl von Fundamenten der Bergwerke und Kokereien gefunden werden. Vom ehemaligen Ort stehen an der Bahnlinie der Burlington Northern Santa Fe Railway und rund einen Kilometer westlich des Interstate Highway 25 noch die Ruinen mehrerer Holz- und Ziegelbauten.
Der Ort ist bedeutsam als Schauplatz des Ludlow-Massakers, einem blutigen Gefecht zwischen streikenden Bergarbeitern und der Nationalgarde am 20. April 1914 mit 25 Toten. Im Bereich des ehemaligen Ortes steht heute das Ludlow Monument zur Erinnerung an die Opfer. Die Stelle, an der das Massaker stattfand, wurde am 19. Juni 1985 als Ludlow Tent Colony Site in das National Register of Historic Places aufgenommen. Im Jahr 2009 wurde die Stätte als National Historic Landmark ausgewiesen.